# Lophiocarpus
Lophiocarpus é um género botânico pertencente à família Lophiocarpaceae.
Anteriormente este género estava colocado na família Phytolaccaceae.

## Espécies
Segundo o The Plant List, este género é composto pelas seguintes espécies aceites:
- Lophiocarpus polystachyus Turcz.
- Lophiocarpus tenuissimus Hook. f.